# روبرتو ساپوریتی
روبرتو ساپوریتی (انگلیسی: Roberto Saporiti؛ زادهٔ ۱۱ آوریل ۱۹۳۹) بازیکن فوتبال اهل آرژانتین است.
از باشگاه‌هایی که در آن بازی کرده‌است می‌توان به باشگاه اتلتیکو ایندپندینته، باشگاه فوتبال لانوس، و باشگاه فوتبال اتلتیکو مینیرو اشاره کرد.